# Tomáš Indruch
Tomáš Indruch (* 10. května 1976 Hradec Králové) je bývalý český vodní slalomář, kanoista závodící v kategorii C1.
Na mistrovstvích světa získal v letech 2003–2011 jednu stříbrnou a čtyři bronzové medaile, všechny v závodech družstev. V roce 2004 vyhrál individuální závod na Mistrovství Evropy ve Skopje, o dva roky později vybojoval bronz. Z evropských šampionátů má rovněž další dvě zlaté, jednu stříbrnou a tři bronzové medaile ze závodů hlídek. Startoval na Letních olympijských hrách 2000 v Sydney, kde dojel na 13. místě, na olympiádě v Athénách 2004 byl pátý. V roce 2012 ukončil profesionální kariéru.